# Nectandra olida
Nectandra olida är en lagerväxtart som beskrevs av J.G. Rohwer. Nectandra olida ingår i släktet Nectandra och familjen lagerväxter. Inga underarter finns listade i Catalogue of Life.